# Victoria Justice
Victoria Dawn Justice (* 19. února 1993, Hollywood, Florida, USA) je americká zpěvačka a herečka. Proslavila se díky seriálům Zoey 101 (2005–2008) a V jako Victoria (2010–2013), které vysílala stanice Nickelodeon. Také si zahrála ve filmech Wolfsbergská bestie (2010), Kde je Albert? (2012), The First Time (2012) a Naomi and Ely's No Kiss List (2015). V roce 2015 hrála hlavní roli v seriálu stanice MTV Nebezpečný flirt.

## Životopis
Narodila se v roce 1993 na Floridě, její matka Serena pochází z Portorika, její otec Zack je irského, německého a anglického původu. Má mladší sestru Madison. V dětství hrála v reklamách, roku 2003 se rodina přestěhovala do Los Angeles.

## Kariéra
V 10 letech začala svojí hereckou kariéru se seriálem Gilmorova děvčata. Následující rok se objevila v epizodě seriálu stanice Disney Channel Sladký život Zacka a Codyho. V roce 2005 získala roli ve filmu Marie. Film měl premiéru na Filmovém festivalu ve Venice. Během roku získala angažmá v seriálu Zoey 101. Menší role získala ve filmech When do We Eat? a Silver Bells. V roce 2006 se objevila v jedné epizodě seriálu Everwood.
V roce 2009 získala roli v muzikálovém filmu stanice Nickelodeon Spectacular!, po boku Nolana Geralda Funka. Film měl premiéru 16. února 2009 a stal se nejpopulárnějším filmem stanice, se sledovaností 3.7 milionů diváků. Objevila se v seriálech The Naked Brothers Band, iCarly, True Jacksonová a Rota.

### 2010-13: V jako Victoria
V roce 2010 získala hlavní roli v muzikálovém seriálu V jako Victoria. Pilotní epizoda měla premiéru 27. března 2010 a sledovalo ji 5,7 milionů diváků. Pro seriál nazpívala titulní píseň s názvem "Make It Shine". Svůj hlas propůjčila animovanému seriálu Tučňáci z Madagaskaru. V roce 2010 si zahrála v televizním filmu Wolfsbergská bestie. Na iTunes umístila 18. února 2012 písničku "Countdown" ze seriálu. Následoval další singl "Take a Hint". V říjnu 2012 oznámila, že plánuje v roce 2013 vydat své album. 26. října 2012 měl premiéru film Kde je Albert?, ve kterém získala hlavní roli.

### 2013–2017:Eye CandyaGold
Její debutový singl nazvaný "Gold" byl zveřejněn 18. června 2014. 11. října 2013 bylo oznámeno, že získala hlavní roli Lindy Sampson v připravovaném seriálu stanice MTV Nebezpečný flirt. V srpnu 2014 bylo oznámeno, že opouští Columbia Records. V roce 2016 si zahrála hlavní roli v televizním filmu stanice Fox Rocky Horror Picture Show: Návrat v čase. V roce 2017 měl premiéru film The Outcast, ve kterém si zahrála roli Jodie.

### 2020–dosud: Návrat k hudbě & hraní
7. prosince 2020 Victoria oznámila svůj comeback na hudební scénu s novým singlem "Treat Myself", který vyšel o čtyři dny později, 11. prosince 2020. Byl to její prvním sólový singl od roku 2013. 2. února 2021 Victoria řekla, že se nemůže dočkat až vydá více písní. Týden na to, 12. února 2021, vydala singl "Stay". 20. května 2021 Justice prozradila, že brzy možná vydá další singl. "Too F*kin´ Nice" vydala 28. května 2021.
V roce 2021 si zahrála ve dvou filmech. A to v komedii "Afterlife of the Party", která vyšla 4. října 2021 a v romantickém dramatu "Trust", který vyšel 12. března 2021. V dalším roce 2022 si Victoria zahrála v romantické komedii "Perfect Pairing", která vyšla 19. května 2024.
12. února 2023 Victoria vydala na svůj Instagram video, kde se ptala, jestli má nebo nemá vydat novou píseň a pustila její ukázku. Singl "Last Man Standing" vydala 19. února 2023.
V roce 2023 si Victoria zahrála v psychologickém thrilleru s názvem "The Tutor", který vyšel 24. března 2023.
17. září 2023 zpěvačka řekla, že by chtěla brzy vydat další singl, "Only A Stranger" nakonec vydala 11. srpna 2023. 20. října 2023 Victoria na svých sociálních sítích oznámila, že s producentem Toby Gabem přezpívala píseň "BIG GIRLS DON´T CRY", kterou v roce 2006 nazpívala zpěvačka Fergie.
9. února 2024 zpěvačka na své sociální sítě úryvek z písně "Tripped" s popiskem "coming soon...". Singl nakonec vyšel 13. února 2024. 10. dubna 2024 Justice oznámila, že další singl vydá velmi brzy. Píseň "RAW" vyšla 19. dubna 2024 a stala se jednou z jejích nejvíce streamovaných písní. 24. května 2024 vydala píseň "hate the world without u (maddy´s song)" jako narozeninové překvapení pro její mladší sestru. 13. července 2024 přidala Victoria nový příspěvek na své sociální sítě, s otázkou "co máte v plánu na 19. dubna?". V ten den potom vydala nový singl "Down".
V roce 2024 si Justice zahrála v kriminálním filmu "Depravity", který vyšel 15. října 2024. Rok na to se objevila v komedii "California King". V březnu roku 2025 bylo oznámeno, že bude Victoria hrát ve filmu "Send a Scare".

## Filmografie

### Film
| Rok  | Název                          | Role           | Poznámky            |
| ---- | ------------------------------ | -------------- | ------------------- |
| 2005 | Mary                           | Stella         | krátkometrážní film |
| 2005 | When Do We Eat?                | mladá Nikky    |                     |
| 2006 | The Garden                     | Holly          |                     |
| 2006 | Unknown                        | dcera          |                     |
| 2008 | The Kings of Appletown         | Betsy          |                     |
| 2012 | The First Time                 | Jane Harmon    |                     |
| 2012 | Kde je Albert?                 | Wren DeSantis  |                     |
| 2013 | Jungle Master                  | Rainie (hlas)  | anglický dabing     |
| 2014 | Snow White and the Seven Thugs | Sněhurka       | krátkometrážní film |
| 2015 | Naomi and Ely's No Kiss List   | Naomi          |                     |
| 2015 | Get Squirrely                  | Lola (hlas)    |                     |
| 2017 | The Outcasts                   | Jodie          |                     |
| 2018 | Bigger                         | Kathy Weider   |                     |
| 2019 | Summer Night                   | Harmony        |                     |
| 2020 | Trust                          | Brooke Gatwick |                     |
| 2021 | Afterlife of the Party         | Cassie Garcia  |                     |
| 2022 | A Perfect Paring               | Lola Alvarez   |                     |
| 2023 | The Tutor                      | Annie          |                     |
| 2024 | Depravity                      | Grave Shaw     |                     |
| 2025 | California King                | Lynette        |                     |
| 2026 | Send A Scare                   | TBA            |                     |

### Televize
| Rok       | Název                                    | Role                    | Poznámky                              |
| --------- | ---------------------------------------- | ----------------------- | ------------------------------------- |
| 2003      | Gilmorova děvčata                        | Jill #2                 | díl: „Hobit, pohovka a Digger Stiles“ |
| 2005      | Sladký život Zacka a Codyho              | Rebecca                 | díl: „The Fairest of Them All“        |
| 2005–2008 | Zoey 101                                 | Lola Martinez           | hlavní role, 52 dílů                  |
| 2005      | Silver Bells                             | Rose                    | TV film                               |
| 2006      | Everwood                                 | Thalia Thompson         | díl: „Enjoy the Ride“                 |
| 2009      | The Naked Brothers Band                  | Samu sebe               | 2 díly                                |
| 2009      | Spectacular!                             | Tammi Dyson             | TV film                               |
| 2009      | True Jacksonová                          | Vivian                  | Episode: "True Crush"                 |
| 2009–2011 | iCarly                                   | Shelby Marx / Tori Vega | 2 díly                                |
| 2010      | Rota                                     | Eris Fairy              | díl: „Speed“                          |
| 2010      | Wolfsbergská bestie                      | Jordan Sands            | Television film                       |
| 2010–2013 | V jako Victoria                          | Tori Vega               | hlavní role, 57 dílů                  |
| 2010–2015 | Tučňáci z Madagaskaru                    | Stacy (hlas)            | 2 díly                                |
| 2013      | Big Time Rush                            | Samu sebe               | díl: „Big Time Tour Bus“              |
| 2015      | Nebezpečný flirt                         | Lindy Sampson           | hlavní role, 10 dílů                  |
| 2015      | Neranditelní                             | Amanda                  | 2 díly                                |
| 2016      | Cooper Barrett's Guide to Surviving Life | Ramona Miller           | 2 díly                                |
| 2016      | Rocky Horror Picture Show: Návrat v čase | Janet Weiss             | TV film (Fox)                         |
| 2017      | Man with a Plan                          | Sophia                  | díl: „The Silver Fox“                 |
| 2018      | Robot Chicken                            | Student (voice)         | díl: „Factory Where Nuts Are Handled“ |
| 2018      | Queen America                            | Hayley Wilson           | vedlejší role                         |
| 2018      | American Housewife                       | Harper                  | díl: „Trophy Wife“                    |
| 2020      | The Real Bros of Simi Valley             | Courtney Ingles         | 4 díly                                |
| 2020      | 50 States of Fright                      | Logan                   | 3 díly                                |
| 2025      | Suits L. A.                              | Dylan Pryor             | opakující se                          |

## Diskografie

### Soundtracková alba
- Spectacular! (vydáno 3. února 2009)
- Victorious 1.0 (vydáno 2. srpna 2011)
- Victorious 2.0 (vydáno 5. června 2012)
- Victorious 3.0 (vydáno 6. listopadu 2012)
- Rocky Horror Picture Show: Návrat v čase (vydáno 21. října 2016)
- Afterlife od the Party (vydáno 2. září 2021)

### Singly

#### Soundtrack
- „A Thousand Miles“ (2007)
- „Make It Shine“ (2010)
- „Freak the Freak Out“ (2010)
- „Beggin' On Your Knees“ (2010)
- „Best Friend's Brother“ (2011)
- „All I Want Is Everything“ (2011)
- „You 're The Reason“ (2011)
- „It's Not Christmas Without You (sdíleno s obsazení V jako Victoria)“ (2011)
- „Leave It All to Shine (sdíleno s Mirandou Cosgroveovou)“ (2011)
- „Make It in America“ (2012)
- „L.A. Boyz (s Arianou Grande)“ (2012)
- „Here's 2 Us“ (2012)
- „Take a Hint (s Elizabeth Gillies)“ (2012)
- „Countdown (s Leonem Thomasem III)“ (2012)
- „Caught Up In You“ (2013)
- „Girl Up“ (2013)
- „Love Song to the Earth“ (2015)

#### Sólo
- "Gold" (2013)
- "Shake" (2013)
- "Treat Myself" (2020)
- "Stay" (2021)
- "Too F*in´ Nice" (2021)
- "Last Man Standing" (2023)
- "Only A Stranger" (2023)
- "BIG GIRLS DON´T CRY" (2023)
- "Tripped" (2024)
- "RAW" (2024)
- "hate the world without u (maddy´s song)" (2024)
- "Down" (2024)

## Ocenění
- 2006 – Young Artist Awards (Nejlepší obsazení v TV seriálu) za Zoey 101
- 2007 – Young Artist Award (Nejlepší obsazení v TV seriálu) za Zoey 101
- 2011 –  Australian Nickelodeon Kids' Choice Awards (Nejvíce sexy holka)
- 2013 – Nickelodeon Slime Fest (Nejvíc sexy a Nejoblíbenější hvězda)